# ONCF

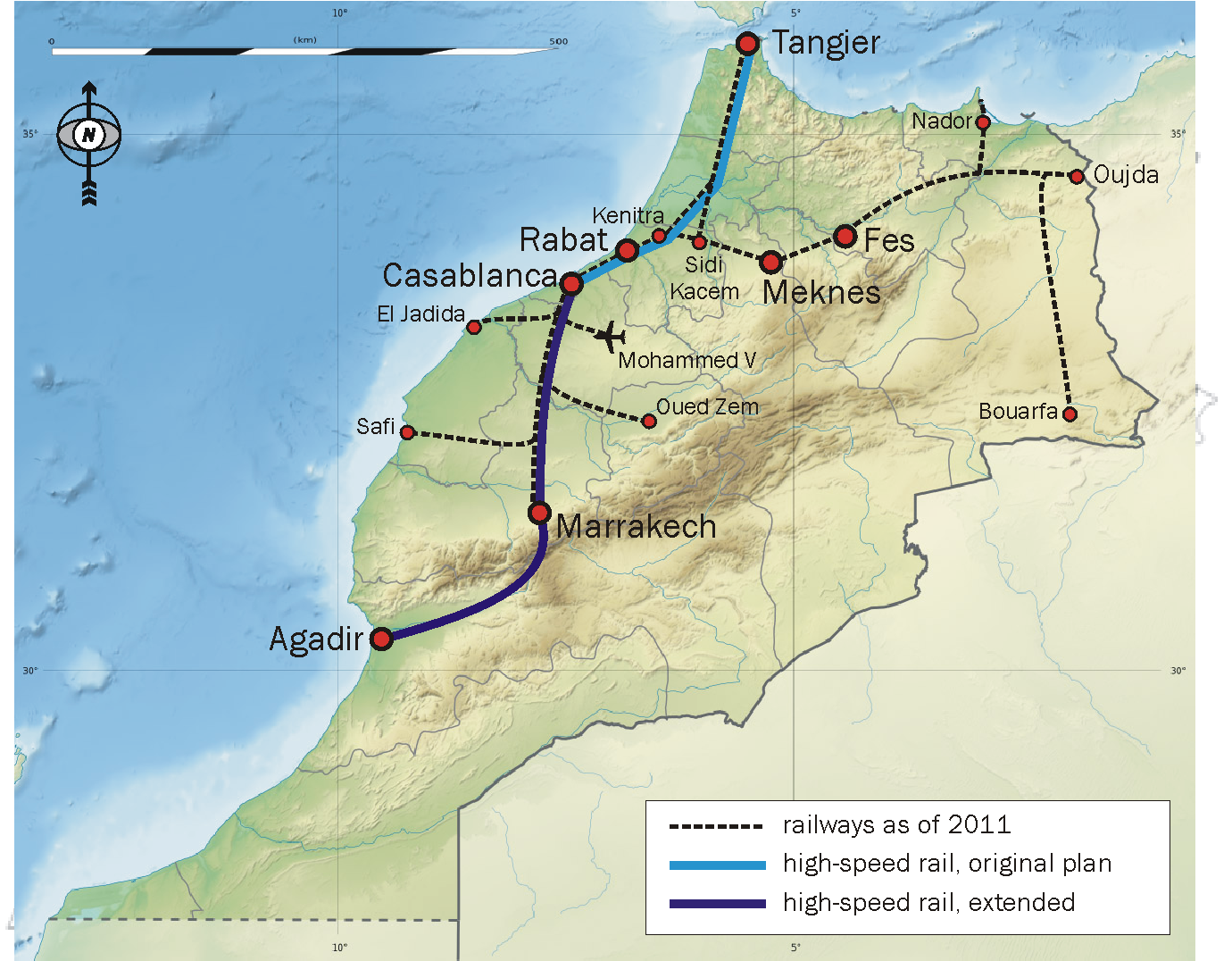
Sieć kolejowa w Maroku

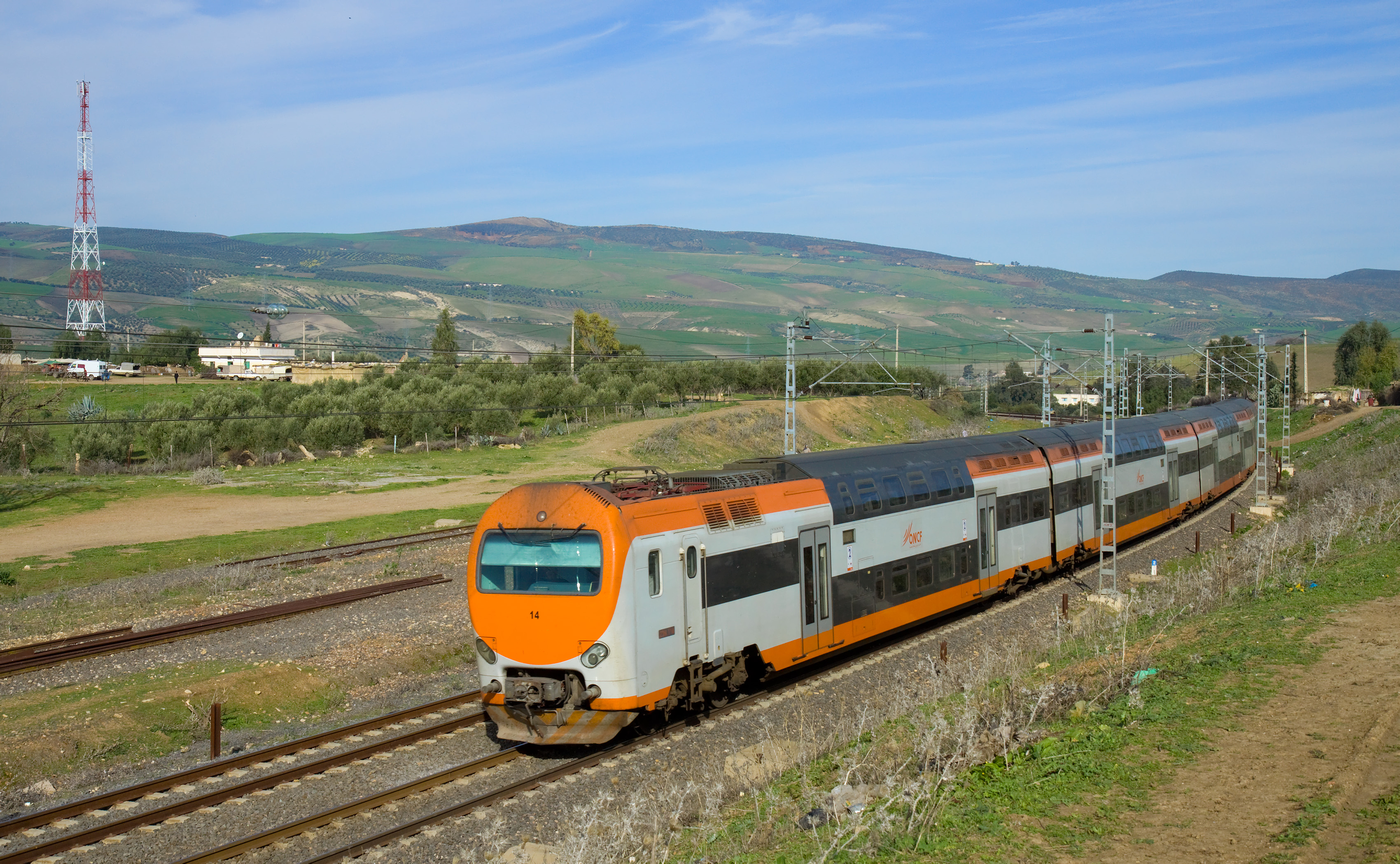
Pociąg ONCF między Sidi Kacem a Meknes

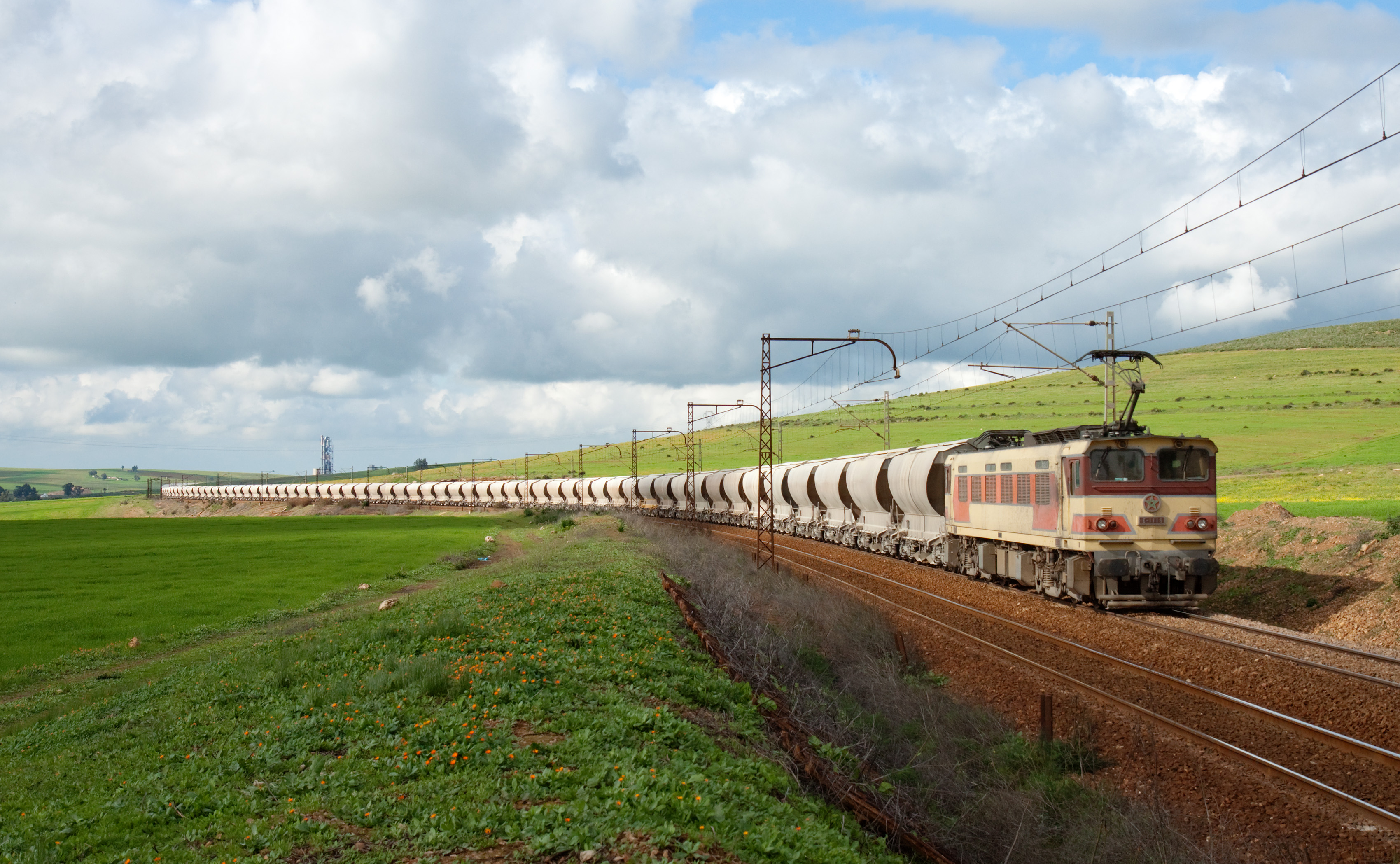
Pociąg towarowy z wagonami do przewozu fosforanów

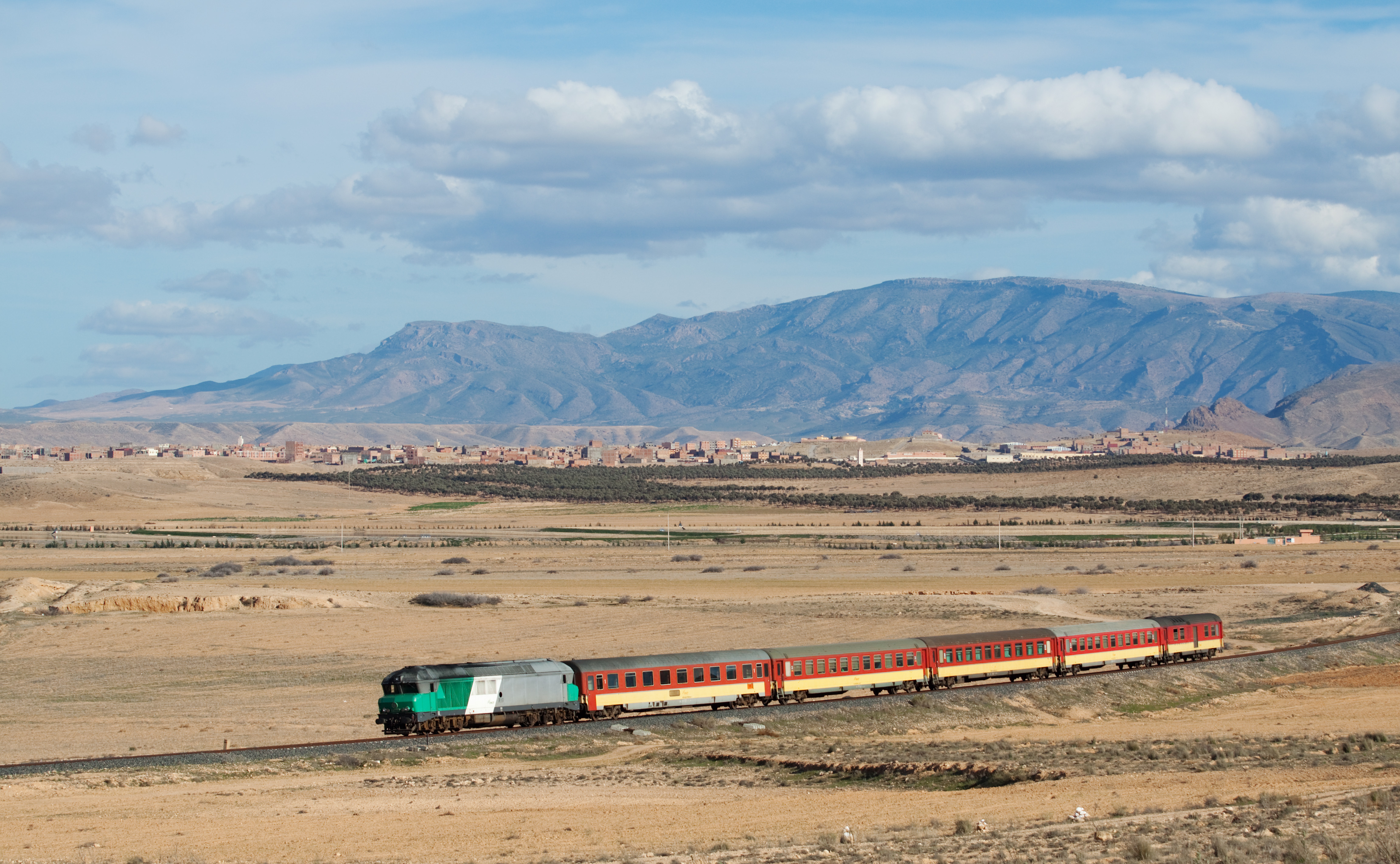
Pociąg pod Taurirt w Regionie Wschodnim

Office National des Chemins de Fer du Maroc (ONCF) – marokańskie państwowe przedsiębiorstwo transportowe, prowadzące działalność w sektorze kolejowych kolejowych przewozów towarowych i pasażerskich. Zarządza siecią o długości 2067 km, w całości w rozstawie normalnotorowym (1435 mm), z czego 1022 km zelektryfikowanych (2010). Powstało w 1963 r. Członek UIC.

## Sieć kolejowa
Główna linia kolejowa prowadzi z północy na południe, łącząc główne miasta kraju (Tanger – Rabat – Casablanca – Marrakesz). Druga linia łączy północny wschód z zachodem, przez miasta Wadżda, Fez, Meknes, łącząc się w Kenitrze z linią północ-południe prowadzi w stronę Rabatu. Przedłużenie linii z Wadżdy na południe jest wykorzystywane tylko do przewozów transportowych.
Obecnie prowadzony jest program rozwoju linii kolejowych w Maroku. W 2009 r. oddano 100 kilometrową odnogę linii Wadżda-Kenitra. Odcinek ten prowadzi z miasta Taurirt na północ, przecinając góry Rif, dociera do Nadoru i kończy swój bieg w porcie Beni Ansar. Odcinek w centrum Nadoru poprowadzony jest pod ziemią.
Odcinki w budowie:
- Tanger – Ras R’mel,
- Casablanca – Al-Dżadida,
- Obwodnica Meknesu, na trasie Rabat-Fez.

Odcinki planowane:
- Marrakesz – Agadir, później na południe do Al-Ujun,
- Oued Zem – Bani Mallal.

### Połączenia międzynarodowe
- Algieria – istnieje połączenie obu sieci kolejowych jako przedłużenie linii do Wadźdy, jednak z powodu zamknięcia granic między Marokiem i Algierią ruch kolejowy został zawieszony.
- Hiszpania – marokańska sieć kolejowa kończy się przy granicy z hiszpańską eksklawą Melilla, jednak niewielka odległość pozwala na przejście tego odcinka pieszo.

## Działalność
W ostatnich latach następuje wzrost liczby przewożonych pasażerów, natomiast w sektorze przewozów towarowych następuje względna stabilizacja. W 2010 r. łączny przychód z przewozów pasażerskich i towarowych wyniósł 3 mld dirhamów.
| Przewozy    | Jednostka              | 2015 | 2014 | 2013 | 2012 | 2011 | 2010 | 2009 | 2008 | 2007  | 2006  | 2005 | 2004 | 2003  |
| ----------- | ---------------------- | ---- | ---- | ---- | ---- | ---- | ---- | ---- | ---- | ----- | ----- | ---- | ---- | ----- |
| Pasażerskie | mln pasażerokilometrów | 5490 | 5485 | 5316 | 5080 | 4819 | 4398 | 4190 | 3820 | 3658  | 3333  | 2987 | 2645 | 2374  |
| Pasażerskie | mln pasażerów          | 40,5 | 39,5 | 38,1 | 36,0 | 34,0 | 31,0 | 29,6 | 27.5 | 26,1  | 23,6  | 21,0 | 18,5 | 16,5  |
| Towarowe    | mln ton                | 31,0 | 34,6 | 36,2 | 37,0 | 37,0 | 36,0 | 25,0 | 30,7 | 35,86 | 34,85 | 34,9 | 32,9 | 30,55 |
| Towarowe    | mln tonokilometrów     | 4738 | 5251 | 5700 | 5830 | 5976 | 5572 | 4110 | 4986 | 5794  | 5827  | 5919 | 5563 | 5146  |

## Kolej dużych prędkości
We wrześniu 2006 r. ONCF zaproponowało stworzenie kolei dużych prędkości pomiędzy Tangerem a Marrakeszem. Docelowo czas przejazdu między tymi miastami miałby być zredukowany z ok. 10 godz. obecnie do ok. 2,5 godz. W 2007 r. rozpoczęły się prace projektowe linii dostosowanej do prędkości 350 km/h na odcinku Sattat-Marrakesz.
Pierwszy odcinek kolei dużych prędkości ma być otwarty w 2015 r. Planuje się eksploatację pociągów o pojemności 500 pasażerów, odjeżdżających co godzinę, a w godzinach szczytu co 30 min. Oczekiwana wielkość przewozów to 8 mln pasażerów rocznie.
W grudniu 2010 r. została podpisana umowa na dostawę 14 pociągów z firmą Alstom. Będą to składy oparte na TGV Duplex.